# Мойынкум (Шуский район)
Мойынкум (каз. Мойынқұм) — село в Шуском районе Жамбылской области Казахстана. Административный центр Корагатинского сельского округа. Находится примерно в 22 км к северу от города Шу. Код КАТО — 316645100.

## Население
В 1999 году население села составляло 2027 человек (1035 мужчин и 992 женщины). По данным переписи 2009 года, в селе проживало 1700 человек (862 мужчины и 838 женщин).